# Dimorphosciadium
- Commons
- Wikispecies

Dimorphosciadium é um género botânico pertencente à família Apiaceae.